# HTL1 Lastenstraße Klagenfurt
Die HTL1 Lastenstraße Klagenfurt bzw. HTL1 Klagenfurt ist eine Höhere Technische Lehranstalt des Bundes in der Lastenstraße in der Stadt Klagenfurt am Wörthersee im österreichischen Bundesland Kärnten. Das Schulgebäude steht unter Denkmalschutz. Es befindet sich gegenüber dem städtischen Hallenbad und ist direkt an das öffentliche Verkehrsnetz angebunden. Der Klagenfurter Hauptbahnhof ist rund sieben Gehminuten von der Schule entfernt.
Die Schule bildet Ingenieure in den Bereichen Maschinenbau, Elektrotechnik und Mechatronik aus. Sie verfügt über rund 34 Werkstätten und Laboratorien sowie mehrere Kompetenzzentren. Die Schwerpunkte der Schule bilden die Themen E-Mobilität und Ökoenergie. Sie betreibt derzeit einen Mechatronik-Lehrgang an der Handelsakademie Spittal an der Drau. Außerdem hat sie im Juni 2015 einen Kooperationsvertrag mit der Hochschule Zwickau in Westsachsen abgeschlossen, der es den Absolventen der Schule ermöglicht, ein Diplomstudium in nur zwei Jahren abzuschließen.
Zudem hat die Schule seit dem Jahr 2019 einen weiteren Ausbildungsschwerpunkt, und zwar in der fünfjährigen Fachrichtung „Land- und Umwelttechnik“, die mit der Reife- und Diplomprüfung abschließt, werden Schüler unter anderem in den Bereichen Agrar- und Umwelttechnik, Agromechatronik, erneuerbare Energien und Digital-Farming ausgebildet.

## Geschichte
Mitte des 19. Jahrhunderts strebten einige Unternehmen in Kärnten die Einrichtung einer Ausbildungsstätte für industrielle Fachkräfte an. Am 11. Dezember 1849 wurde eine technische Vorschule im Naturhistorischen Museum errichtet. Im Jahr 1861 kam es, vorangetrieben durch die damalige Handels- und Gewerbekammer, zur Einrichtung der „k.u.k. mechanischen Lehrwerkstätte“ im Spitalfriedhofsgebäude in der Lidmanskygasse in Klagenfurt.

### Ende des 19. Jahrhunderts: Ein neues Schulgebäude

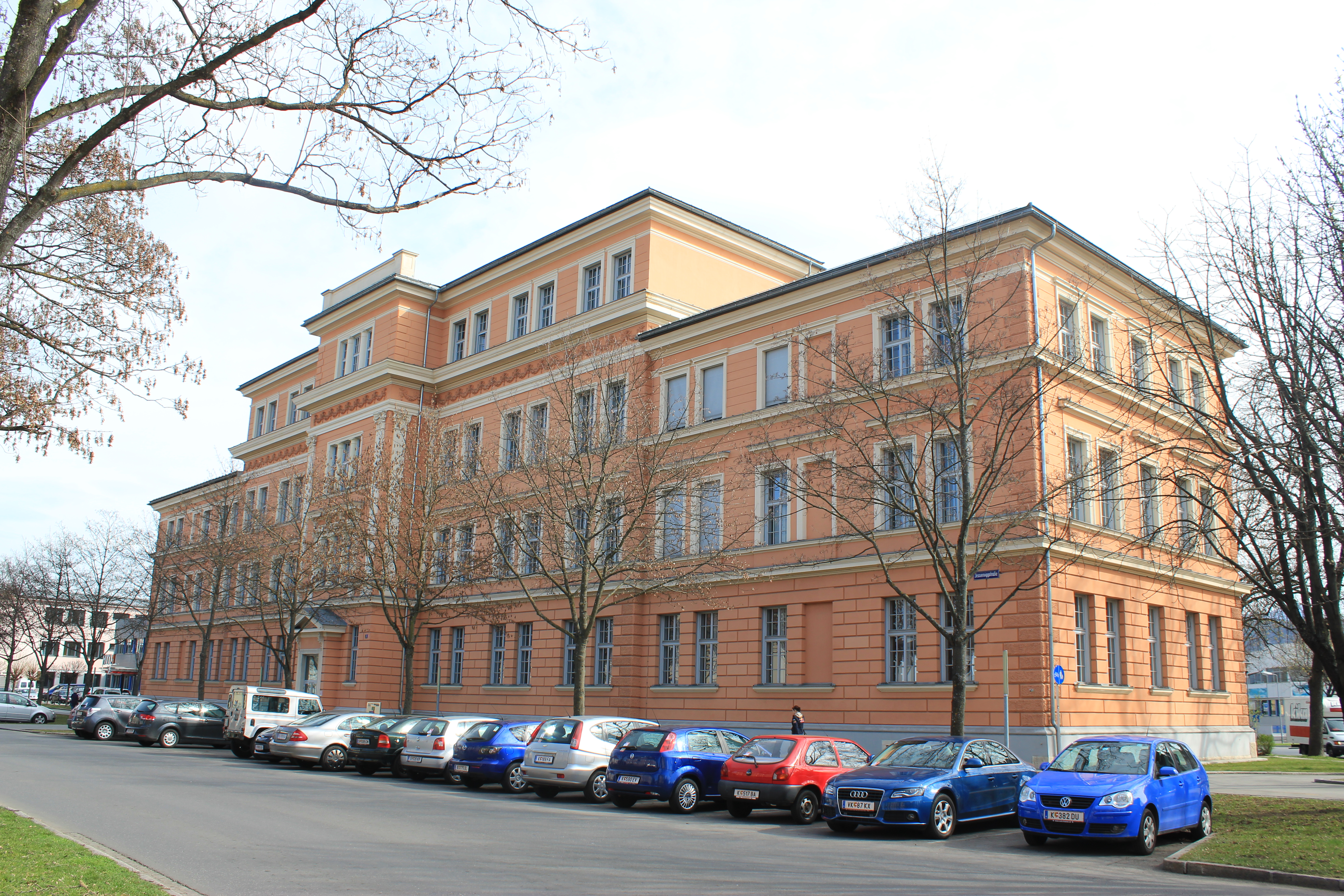
Front der Schule in der Jessernigstraße

Um der rasch ansteigenden Schülerzahl gerecht zu werden, wurde in der Jessernigstraße ein neues, vorerst einstöckiges Schulgebäude errichtet, das im Jahr 1888 bezogen werden konnte.
Die Straße ist bis heute nach dem Klagenfurter Bürgermeister Gabriel von Jessernig benannt, in dessen erste Amtszeit die Schulgründung fiel. Die Schule selbst ist jedoch nach der im Westen angrenzenden Einzugsstraße nach Klagenfurt, der Lastenstraße, benannt. Im Jahr 1895 erhielt man eine eigene, elektrische Beleuchtung für das Schulgebäude und bereits neun Jahre nach dem Einzug musste der Bau aus Platzmangel um ein Magazingebäude und die beiden Flügel erweitert werden. Im Jahr 1899 nahm man den Unterricht im Bereich Elektrotechnik mit Tag- und Abendkursen auf. Um diesen gewährleisten zu können, wurde der Bau um ein Stockwerk erweitert. Bis ins Jahr 1901 bestand der Lehrkörper aus dem Personal der Klagenfurter Realschule. Die Schule wurde im Jahr 1911 in eine k.k. Staatsgewerbsschule umgewandelt und um ein drittes Stockwerk erweitert. Neben der Höheren Abteilung für Maschinenbau und Elektrotechnik wurde kurz vor Ausbruch des Ersten Weltkriegs eine vierjährige Höhere Gewerbeschule mechanisch-technischer Richtung eingerichtet. Außerdem wurden Fortbildungs-, Lehr- und Spezialkurse sowie Fachschulkurse abgehalten. Während des Ersten Weltkrieges standen elf von 17 Lehrkräften im Kriegsdienst. Zeitweise war die Schule vom Militär okkupiert und in den Jahren 1916 bis 1918 wurde der Metallbearbeitungskurs des k.u.k. Fliegerarsenals in der Schule untergebracht. Der Unterricht gestaltete sich dementsprechend schwierig.

### Die Schule im Zweiten Weltkrieg und in der Zeit danach
Im Jahr 1936 wurde die Schule zur Höheren Bundesgewerbsschule und damit dem Landesschulrat in Kärnten unterstellt. Während der alliierten Fliegerbombardements Klagenfurts im Zweiten Weltkrieg wurde auch das Schulgebäude getroffen, so wurde zum Beispiel am 16. Jänner 1944 der Werkstättentrakt getroffen.
Nach Kriegsende sollten sich wie in anderen Schulen alle Schüler den Film Todesmühlen, der sich mit dem Nationalsozialismus beschäftigte, ansehen. Im Zuge dessen skandierten sowohl Schüler als auch Lehrer mit Nazi-Parolen. Diese wurden sofort der Schule verwiesen und zur Strafe zu Straßenbauarbeiten verpflichtet.
Der Wiederaufbau nach dem Zweiten Weltkrieg dauerte bis ins Jahr 1958. In der Nachkriegszeit wurde das technische Schulwesen mehrfach reformiert. Neben Umbenennungen des Schultyps wurden zum Beispiel im Jahr 1973 die wöchentlichen Unterrichtsstunden von 45 auf 41 gekürzt. Eine einheitliche gesetzliche Regelung aller schulischen Abläufe wurde mit dem Schulunterrichtsgesetz vom 6. Februar 1974 eingeführt. In dieser Zeit stieg auch die Schüleranzahl massiv an. Wurden im Schuljahr 1961/62 noch 448 Schüler unterrichtet, so waren es im Schuljahr 1975/76 bereits über 1000. Ein Jahr später wurden die elektronischen Labors erweitert und ein Strömungskanal, gestellt von der Technischen Universität Graz, angeschafft. In diese Zeit fällt eine intensive Zusammenarbeit mit Unternehmen, was sich in der Schulbezeichnung niederschlug. Die Schule wurde jetzt als „Höhere technische Bundes-Lehr- und Versuchsanstalt“ geführt. Die ständigen bauliche Erweiterungen des Gebäudes reichten jedoch bald nicht mehr aus, um den wachsenden Schülerzahlen gerecht zu werden. In der Stadt Wolfsberg wurde eine Zweigniederlassung der Schule eingerichtet, die später zu einer eigenständigen Schule wurde.

### Die Entwicklung der Schule von den 1990ern bis in die Gegenwart
Nachdem die Schülerzahlen in den 1980er Jahren stark angestiegen waren, musste erneut gehandelt werden. Im Jahr 1988 wurde die Schule mit der Gründung der eigenständigen HTL Mössingerstraße verkleinert. Die Elektrotechnikabteilung wurde in die neu errichtete Schule verlegt während die Abteilung Maschinenbau in der Lastenstraße verblieb. Bereits ab dem Jahr 1998 wurde jedoch eine neue Abteilung für Elektrotechnik in der HTL Lastenstraße eingerichtet. Anfang der 1990er-Jahre wurden zahlreiche Renovierungen am Schulgebäude durchgeführt und ein Werkstättentrakt neu gebaut. Auch in diese Zeit fiel die Einführung neuer Schulfächer in den Bereichen „Mess-Steuerungs- und Regelungstechnik“ sowie  „Energie- und Umwelttechnologie“. Außerdem stellte die EDV einen Schwerpunkt der Schule dar. Im Schuljahr 1994/95 wurde nicht nur der Fachgegenstand „Aufbau und Funktion von Personalcomputern“ eingeführt, sondern auch ein Computerclub gegründet.
Im Jahr 2004 wurde die Abteilung für Mechatronik eröffnet, nachdem bereits seit dem Jahr 2000 die Fachschule für Mechatronik betrieben worden war. Die Schule hatte mittlerweile als eine der ersten Schulen Österreichs ein Zertifikat für die Qualitätsmanagementnorm ISO 2001 erhalten. Die Schule führt seit dem Jahr 2001 das Stadtwappen der Stadt Klagenfurt und gehört seit dem Jahr 2004 dem ENIS, dem „europäischen Netzwerk für innovative Schulen“, an.
Seit dem Schuljahr 2016/17 ist die Schule auch in Oberkärnten vertreten. Dank einer Kooperation mit der Handelsakademie in Spittal an der Drau konnte eine Expositur-Klasse für Mechatronik in der Stadt eingerichtet werden.

## Abteilungen
Die Tagesschule können Schüler nach der achten oder neunten Schulstufe besuchen. Sie gliedert sich in die vierjährige Fachschule und eine fünf Jahre dauernde Ausbildung der Höheren Abteilung und bietet zusätzlich zur gymnasialen Allgemeinbildung eine praxisorientierte technische Ausbildung.
Im Schulfach Mechatronik kann ein Fachschulabschluss erworben werden. Die fünfjährige Ausbildung an der höheren Abteilung wird mit der Reife- & Diplomprüfung (Matura) abgeschlossen, bei der die Schüler auch eine Diplomarbeit verfassen.
Seit dem Schuljahr 2011/2012 werden begabte Schüler in eigens eingerichteten Leistungsklassen für Maschinenbau und Elektrotechnik gefördert. Neben einer zweiten lebenden Fremdsprache (wahlweise Italienisch oder Französisch) erhalten die Schüler zusätzliche Englisch-Konversationsstunden und Fachunterricht in englischer Sprache. Im Rahmen der Ausbildung ist zudem ein dreimonatiges Auslandspraktikum vorgesehen.

### Höhere Lehranstalt für Maschinenbau
Die Schüler der Abteilung für Maschinenbau befassen sich umfassend mit Konstruktions-, Berechnungs- und Fertigungstechnologien. Nach dem Abschluss im Rahmen der Reife- und Diplomprüfung sind als mögliche Berufsfelder für Absolventen unter anderem im Konstruktions- und Entwicklungsingenieurswesen, der Qualitätssicherungswesen und im Bereich des technischen Vertriebs und Marketings zu nennen
Als mögliche Schwerpunkte gelten:
- Allgemeiner Maschinenbau (Neben der allgemeinen Grundausbildung, die allen Schülern zukommt, erlangen die Schüler dieses Schwerpunkts unter anderem vertiefendes Wissen in den Bereichen Energie- und Umwelttechnik, Fördertechnik, Automatisierungstechnik und Fertigungstechnik).
- Fahrzeugtechnik (Nicht nur die Funktionsweise des klassischen Motors wird in diesem Schwerpunkt behandelt. Es wird in diesem Bereich auch angestrebt, verstärkt moderne Antriebstechnologien zu behandeln).
- Konstruktionsmanagement (Hierbei handelt es sich um einen schulautonomen Schwerpunkt. In einem eigens eingerichteten Kompetenzzentrum setzen sich die Schüler der beiden oben genannten Ausbildungszweige mit dem Design und der Programmierung von Maschinen- und Fahrzeugkomponenten mittels 3D-Computerprogramm auseinander).

#### Abendschule
In der Höheren Lehranstalt der Abendschule können Berufstätige im maschinenbautechnischen Bereich einen Abschluss erwerben.
Der Unterricht findet an  drei Abenden pro Woche statt, der Rest der Lehrinhalte wird durch Fernstudienelemente erarbeitet. Alle zwei Wochen haben die Schüler die Möglichkeit, einen zusätzlichen Betreuungsabend in Anspruch zu nehmen. Die Studiendauer beträgt für Schüler mit berufsfremder Vorbildung wie in der Tagesschule 10 Semester. Bei berufsähnlicher Vorbildung dauert die Ausbildung 8 Semester und bei Vorliegen eines einschlägigen Meister- oder Werkmeistertitels 6 Semester.

### Höhere Lehranstalt für Elektrotechnik
In der Abteilung für Elektrotechnik erhalten alle Schüler eine Ausbildung in elektrischen, elektrotechnischen und mechanischen Grundlagen. Neben der humanistischen und fachtheoretischen Ausbildung steht der Werkstättenunterricht im Vordergrund, in welchem unter anderem Schweißtechniken und Kunststoffbearbeitung gelehrt werden. Die Schüler werden unter anderem ausgebildet in den Berufsfeldern Elektroinstallationstechnik, Informationstechnologie, Antriebs- und Automatisierungstechnik, aber auch in den Bereichen der E-Mobilität, der vernetzten Speichersysteme und der Alarm- und Sicherheitstechnik.
Darüber hinaus wird im Rahmen der Ausbildung der Lehrabschluss „Elektrotechniker/in“ abgeschlossen und die Unternehmerprüfung abgenommen, die zur selbständigen Gründung und Führung eines einschlägigen Betriebes berechtigt.
Die Schwerpunkte bilden laut Schulhomepage die Bereiche:
- E-Mobilität (Hier werden Themen wie autonomes Fahren, Sicherheitssysteme, Antrieb und Antriebsregelung, Fahrwerk und Datenverkehr im Fahrzeug behandelt).
- E-Speicherung (Hier ist ein besonderer Schwerpunkt im Bereich der „verteilten Speicher“ gesetzt).
- E-Industrie (Hier werden die Schüler besonders in den Bereichen der Automatisierungstechnik, Netzwerktechnik und fachspezifischen Informationstechnik geschult).

### Höhere Lehranstalt für Mechatronik
Die Mechatronik ist eine Kombination aus Mechanik, Elektronik und Informationstechnologie. Sie stellt eine notwendige Grundlage für moderne Fertigungssysteme dar. Ein weiteres Einsatzgebiet ergibt sich für die Entwicklung von Geräten des Alltags und deren Entwicklung zur Serienreife. Die Schüler erhalten nicht nur eine Grundausbildung in den genannten Fachbereichen, sondern werden auch speziell in den Überschneidungsgebieten derselben geschult. Im Schwerpunkt Informationstechnologie werden die Schüler auf die Anforderungen der physisch-virtuellen Arbeitswelt vorbereitet und mit dem Themenkomplex Industrie 4.0 vertraut gemacht.
Nach dem Abschluss ergeben sich für die Absolventen zahlreiche Berufsmöglichkeiten. Dazu zählen unter anderem Tätigkeiten in den Feldern der Konstruktion-Planung-Entwicklung, der Qualitätssicherung, der Projektleitung von Automatisierungsvorhaben und der Robotik.
Die Mechatronik-Ausbildung gliedert sich in folgende Schwerpunkte:
- Mechatronik Automatisierung – Robotik
- Mechatronik GREEN Innovation MINT
- Mechatronik Automatisierung – Industrie 4.0
- BIONIK[22]

#### Fachschule für Mechatronik
An der HTL 1 Lastenstraße Klagenfurt gibt es eine Fachschule für Mechatronik mit dem Schwerpunkt Automatisierung und Robotik (auslaufender Lehrplan). Die Ausbildung in der Fachschule dauert 4 Jahre, im letzten Ausbildungsjahr ist ein Betriebspraktikum vorgesehen.

## Schulautonome Vertiefungen und Schulentwicklung
Die Schule verfügt über Kompetenzzentren, Laboratorien und Werkstätten, in denen die Schüler entsprechend ihrem gewählten Fach mit dazugehörigem Schwerpunkt ausgebildet werden. In jüngster Vergangenheit bemüht sich die Schule zunehmend zu einem „Hotspot für Umwelttechnik“ zu werden. Im Jahr 2019 ist die HTL1 als erste  HTL Kärntens mit dem höchsten Umweltzertifikat Österreichs, dem Österreichischen Umweltzeichen, ausgezeichnet worden.

### Erneuerbare Energien
Seit dem Jahr 2017 ist die HTL1-Lastenstraße Teil des ÖKOLOG-Netzwerkes des österreichischen Bundesministeriums für Bildung und ist seit dem Jahr 2019 Träger des Österreichischen Umweltzeichens. Die Schule beteiligt sich damit am staatlichen Programm „Ökologisierung von Schulen – Bildung für Nachhaltigkeit“ und hat sich somit zu einer ökologisch sozialen und wirtschaftlich nachhaltigen Schulkultur bekannt. Maximen wie Umwelt-, Gesundheits- und globales Verantwortungsbewusstsein sollen demzufolge in allen Unterrichtsfächern thematisiert werden. Die Bewusstseinsbildung für eine nachhaltige Lebensweise, Bildung für Nachhaltigkeit und eine nachhaltig ökologische Schulkultur sind erklärte Ziele des Programms.
An mehreren Photovoltaikanlagen am Dach des Turnsaaltraktes der Schule wird den Schülern die Technik im Zusammenhang mit erneuerbaren Energien vermittelt. Vor allem die Energieeffizienz aufgrund unterschiedlicher Aufstellungsanordnungen kann veranschaulicht werden. Seit dem Jahr 2017 ist eine Photovoltaikanlage mit einer Leistung von rund 60 kWp am Dach der Schule in Betrieb. Diese versorgt  die Schule mit Strom.

### E-Mobilität
Im Schulschwerpunkt „E-Mobilität“ werden die Schüler in Bereichen wie Fahrzeugladung und Energiespeicherung ausgebildet. Dafür steht ihnen, neben Labors und Werkstätten, ein eigener Fuhrpark aus E-Bikes und E-Rollern zur Verfügung.
Außerdem befinden sich am Schulgelände zwei Elektrotankstellen, die öffentlich zugänglich sind.

## Technische Ausstattung

### Gießerei / Schmiede
Im Werkstättentrakt der Schule sind unter anderem eine Gießerei und eine Schmiede untergebracht. Im Rahmen des fachpraktischen Unterrichts werden in diesen Spezialwerkstätten Schüler in Kleingruppen unterrichtet. In der Gießerei werden, unter Anleitung und Aufsicht der Lehrer, Leicht- und Schwermetallgusse gefertigt, wobei darauf geachtet wird, dass die Schüler vor allem Teile anfertigen, die auch für den weiteren Unterricht gebraucht werden. Die Arbeiten sind also projektorientiert. In der hauseigenen Schmiede sollen die Schüler in Teamarbeit die handwerkliche Herstellung von Werkstücken lernen. Sie verfügt neben dem notwendigen Schmiedewerkzeug über vier Essen (je zwei Gas- und zwei Kohleessen), sechs Ambosse und einen Lufthammer.

## Mädchen an der HTL1 Lastenstraße Klagenfurt
Der Anteil an weiblichen Schülern an der Schule ist in den letzten Jahren stetig gestiegen. Es werden auch Projekte speziell für Mädchen angeboten wie zum Beispiel schulinterne Vernetzungstreffen für Mädchen, das Mädchenturnen und Messen.

## Leitung
Die folgenden Ausführungen sind, soweit nicht extra ausgewiesen, der schuleigenen Festschrift aus dem Jahr 2011 entnommen.
- 1861–1869: Josef Winter
- 1869–1870: Friederich Dietlen
- 1870–1893: Gustav Barth
- 1893–1893: Leopold Böckl
- 1898–1919: Schatzl v. Mühlfort
- 1919–1919: Fanz Jung
- 1919–1934: Meyer Oswald
- 1934–1938: Treven Karl
- 1938–1945: Otto Götz
- 1945–1946: Klaus Rubner
- 1946–1968: Karl Fornara
- 1968–1969: Reinhold Heider
- 1969–1988: Robert Essmann
- 1988–2006: Heinrich Klepp
- 2006–2016: Franz Korper
- seit 2016: Michael Archer[34]